# Lajta-hegység
A Lajta-hegység (németül Leithagebirge) Burgenland egyik hegysége és kistája Soprontól északra; az Alpokalja legészakibb tagja. Jelenleg teljes területe Ausztriához tartozik. Legmagasabb pontja 480 méter magas.

## Földrajzi helyzete
Régebben a Magyar Királyság (Sopron és Moson vármegye) és Alsó-Ausztria határvidéke volt. A Saint Germain-i békeszerződés eredményeként az egész tájegység Ausztriához került. A Fertő tó és Lajta folyó között, utóbbival párhuzamosan DNy–ÉK-i csapással húzódik: hossza 34, szélessége 5–7 km. Az Alpok fő tömegétől a Bécsi-medence választja el. Déli lábánál fekszik Kismarton (Eisenstadt).

## Földtani felépítése

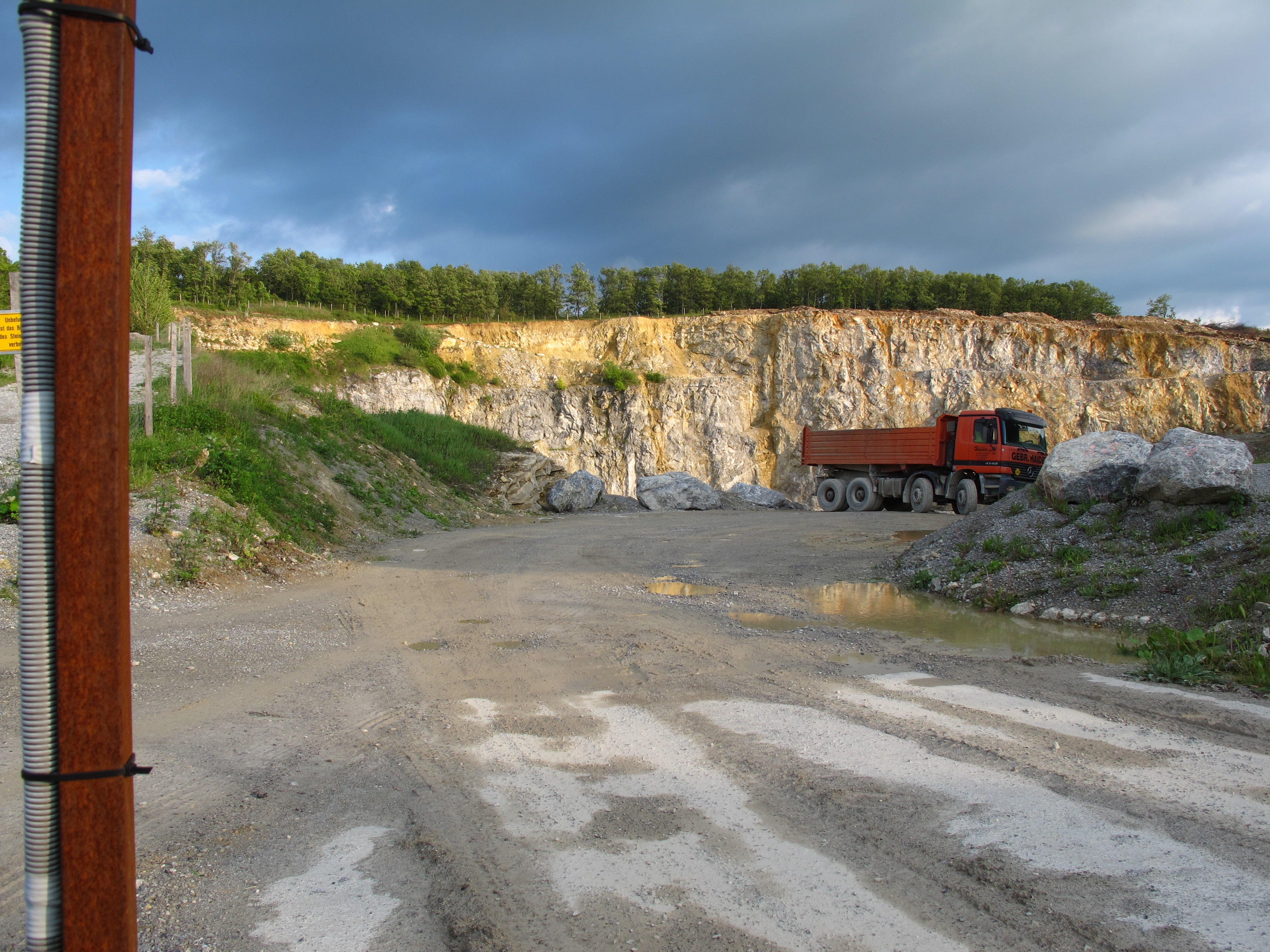
A „Baxa” kőfejtő Mannersdorf am Leithagebirge mellett

A vonulat gerincén átalakult, egykori üledékes kőzetek (gneiszek) bukkannak felszínre, ezekre a lejtőkön fiatal (miocén korú) mészkő települ. Az innen fejtett mészkövet használták tömegesen Bécs nagyobb épületeihez, amiért a hasonló jellegű, miocén mészköveket szerte Ausztriában és Magyarországon lajtamészkőnek nevezik.

## Domborzata
A legtöbb csúcsa 400–450 m magas. Főbb csúcsai:
- Naphegy (Sonnenberg), 484 m
- Bükktető, 438 m
- Stocingi-hegy, 409 m
- Steinerweg (vagy Kaiserreiche), 441 m
- Berg im Grünen Stand, 409 m
- Zeilerberg, 300 m

## Éghajlata
Éghajlata viszonylag száraz, pannon jellegű; a dealpin hatás alig vehető észre.

## Növényzete
Főleg a délnek néző lejtőkön pannon jellegű, melegkedvelő növények telepedtek meg; ezért ez a Nyugat-Dunántúlt felölelő Praenoricum flóravidék északi csücske, amit a Balfi-dombsággal a Lajtaicum flórajárásba vonnak össze.
A dombok lejtőin sárgabarackot, őszibarackot, és mandulát és főleg szőlőt termesztenek.